# Hjertøya

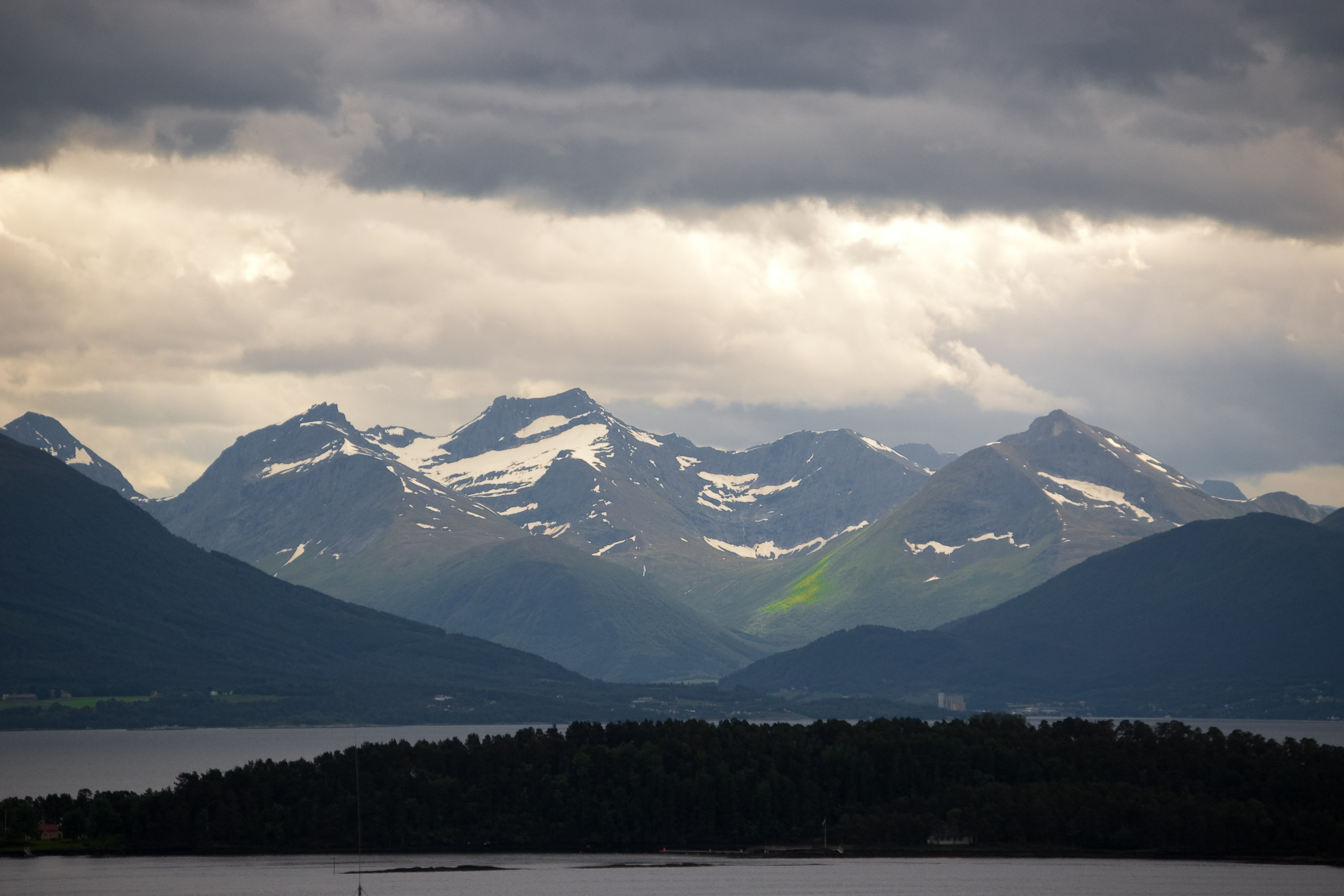
I förgrunden ses Hjertøya, sedd från Molde.

Hjertøya är en ö i Molde kommun i Møre og Romsdal fylke i västra Norge. Ön ligger cirka tio minuter söder om staden Moldes centrum. 
Hjertøya är smal och cirka tre kilometer lång, med en areal av 0,42 kvadratkilometer. Ön är ett populärt friluftsområde, och i juni till augusti går det turbåtar mellan ön och Molde. På Hjertøya finns ett fiskerimuseum som hör till Romsdalsmuseet. Internationellt är Hjertøya mest känd för att den tyska konstnären och dadaisten Kurt Schwitters under en period bodde på ön och skapade där ett av sina merzbyggen.
Texten är översatt från norska wikipedias artikel Hjertøya, läst 2011-04-05